# Vänersborgs församling
Vänersborgs församling var en församling i Skara stift och i Vänersborgs kommun. Församlingen uppgick 2010 i Vänersborg och Väne-Ryrs församling.

## Administrativ historik
Församlingen bildades 1642 genom en utbrytning ur Vassända församling. 1644 införlivades Brätte församling. 1 januari 1947 (enligt beslut den 23 augusti 1946) införlivades Vassända-Naglums församling med 4 416 invånare och omfattande en areal av 62,14 km², varav 58,23 km² land. Församlingen utökades på 1970-talet med Katrinedal från Frändefors församling.[källa behövs] Församlingen sammanslogs 1 januari 2010 med Väne-Ryrs församling och bildade Vänersborg och Väne-Ryrs församling. Den 31 december 2008 hade församlingen 22 691 invånare, varav 11 091 män och 11 600 kvinnor.

### Pastorat
- 1642 till 1644 annexförsamling i pastoratet Vassända, Naglum, Ryr, Brätte och Vänersborg.[1]
- 1644 till 1661 annexförsamling i pastoratet Vassända, Naglum, Ryr och Vänersborg.[1]
- 1661 till 1888 moderförsamling i pastoratet Vänersborg, Vassända och Naglum och Ryr (från 1886 benämnd Väne-Ryr).[1]
- 1888 till 1 maj 1919 moderförsamling i pastoratet Vänersborg, Vassända-Naglum och Väne-Ryr.[1]
- 1 maj 1919 till 1 januari 1947 utgjorde församlingen ett eget pastorat.[1]
- 1947 till 1 januari 2010 moderförsamling i pastoratet Vänersborg och Väne-Ryr.[1]

## Befolkningsutveckling
| Befolkningsutvecklingen i Vänersborgs församling 1805–2005 | Befolkningsutvecklingen i Vänersborgs församling 1805–2005 | Befolkningsutvecklingen i Vänersborgs församling 1805–2005 | Befolkningsutvecklingen i Vänersborgs församling 1805–2005 | Befolkningsutvecklingen i Vänersborgs församling 1805–2005 |
| --- | ---------------------------------------------------------- | ---------------------------------------------------------- | ---------------------------------------------------------- | ---------------------------------------------------------- |
| |                                                            |                                                            |                                                            |                                                            |
| År |                                                            |                                                            | Folkmängd                                                  |                                                            |
| 1805 | 1805                                                       |                                                            | 1 437                                                      |                                                            |
| 1810 | 1810                                                       |                                                            | 1 534                                                      |                                                            |
| 1820 | 1820                                                       |                                                            | 1 976                                                      |                                                            |
| 1830 | 1830                                                       |                                                            | 2 396                                                      |                                                            |
| 1840 | 1840                                                       |                                                            | 2 623                                                      |                                                            |
| 1850 | 1850                                                       |                                                            | 3 067                                                      |                                                            |
| 1860 | 1860                                                       |                                                            | 4 076                                                      |                                                            |
| 1870 | 1870                                                       |                                                            | 4 814                                                      |                                                            |
| 1880 | 1880                                                       |                                                            | 5 482                                                      |                                                            |
| 1890 | 1890                                                       |                                                            | 5 613                                                      |                                                            |
| 1900 | 1900                                                       |                                                            | 6 395                                                      |                                                            |
| 1910 | 1910                                                       |                                                            | 7 648                                                      |                                                            |
| 1920 | 1920                                                       |                                                            | 8 791                                                      |                                                            |
| 1930 | 1930                                                       |                                                            | 8 942                                                      |                                                            |
| 1935 | 1935                                                       |                                                            | 9 125                                                      |                                                            |
| 1940 | 1940                                                       |                                                            | 9 144                                                      |                                                            |
| 1945 | 1945                                                       |                                                            | 9 753                                                      |                                                            |
| 1950 | 1950                                                       |                                                            | 15 742                                                     |                                                            |
| 1955 | 1955                                                       |                                                            | 16 855                                                     |                                                            |
| 1960 | 1960                                                       |                                                            | 18 016                                                     |                                                            |
| 1965 | 1965                                                       |                                                            | 19 277                                                     |                                                            |
| 1970 | 1970                                                       |                                                            | 20 254                                                     |                                                            |
| 1975 | 1975                                                       |                                                            | 21 269                                                     |                                                            |
| 1980 | 1980                                                       |                                                            | 20 534                                                     |                                                            |
| 1985 | 1985                                                       |                                                            | 21 220                                                     |                                                            |
| 1990 | 1990                                                       |                                                            | 21 769                                                     |                                                            |
| 1995 | 1995                                                       |                                                            | 21 695                                                     |                                                            |
| 2000 | 2000                                                       |                                                            | 22 155                                                     |                                                            |
| 2005 | 2005                                                       |                                                            | 22 259                                                     |                                                            |
| Anm: 1947 införlivades Vassända-Naglums församling. För åren 1805-1945: befolkning enligt folkräkning 31 december enligt den administrativa indelningen den 1 januari följande år. 1950 avser befolkning enligt folkräkning den 31 december enligt den administrativa indelningen den 1 januari 1952. 1960-1970 avser befolkning enligt folkräkning den 1 november enligt den administrativa indelningen den 1 januari följande år. För åren 1955 samt 1975-2005: befolkning 31 december enligt den administrativa indelningen den 1 januari följande år. |                                                            |                                                            |                                                            |                                                            |

## Organister
| Period    | Namn                            | Levnadstid | Övrigt    |
| --------- | ------------------------------- | ---------- | --------- |
| 1651–1691 | Mattias Lambertsson Kron (Gron) | 1621–1691  | Organist  |
| 1691–1693 | Niklas Andersson Wass           | 1667–      | Organist  |
| 1696–1735 | Erik Bånge                      | –1735      | Organist  |
| 1726–1729 | Kristian Möller (Müller)        | –1735      | Organist  |
| 1745      | Johan Camitz (Chamitz)          | 1699–1752  | Organist  |
| 1752–1777 | bengt Häggman                   | 1724–1782  | Organist  |
| 1785–1786 | Karl Bergsten                   | 1763–1836  | Organist  |
| 1786–1787 | Emanuel Aschling (Askling)      | 1735–      | Organist  |
| 1787–1794 | Johan Westman                   | 1760–1840  | Organist  |
| 1794–1795 | Benjamin Frisch (Frisk)         | 1775–      | Organist  |
| 1796–1804 | Mikael Schultz                  | 1773–1809  | Organist  |
| 1805–1813 | Josua Andersson Sundberg        | 1779–1824  | Organist  |
| 1814      | Johan Abraham Nyberg            | –1815      | Organist  |
| 1815–1832 | Nils Adolph Haag                | 1791–1832  | Organist  |
| 1832–1836 | Gustaf Vilhelm Löfgren          | 1806–1870  | Organist  |
| 1836–1895 | Oskar Henrik Bergqvist          | 1812–1895  | Organist  |
| 1932–1964 | Erik Alvin                      | 1902–1992  | Organist. |
| 1991–2000 | Fredrik Sixten                  | 1962–      | Organist. |

## Kyrkobyggnader

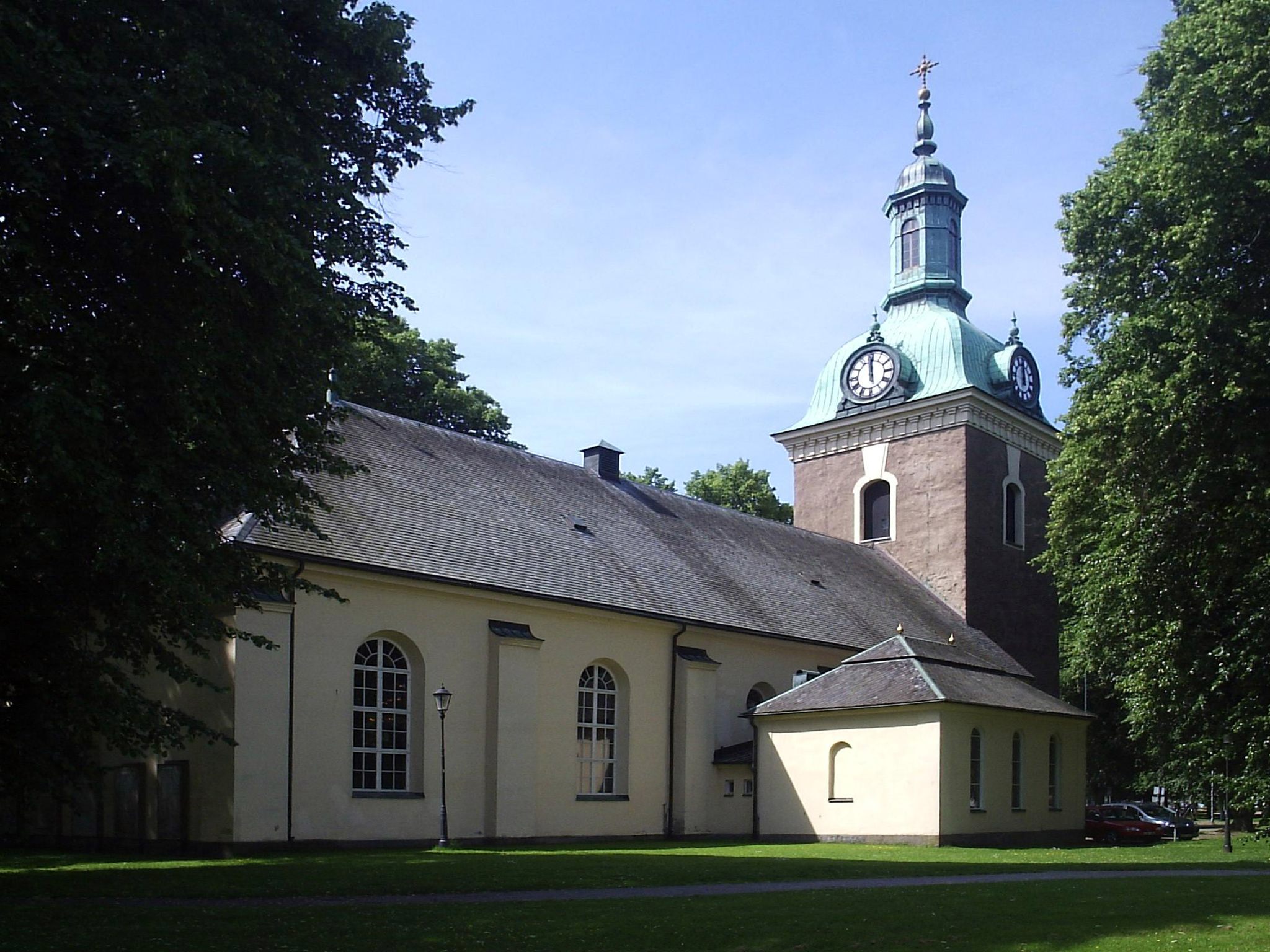
Vänersborgs kyrka
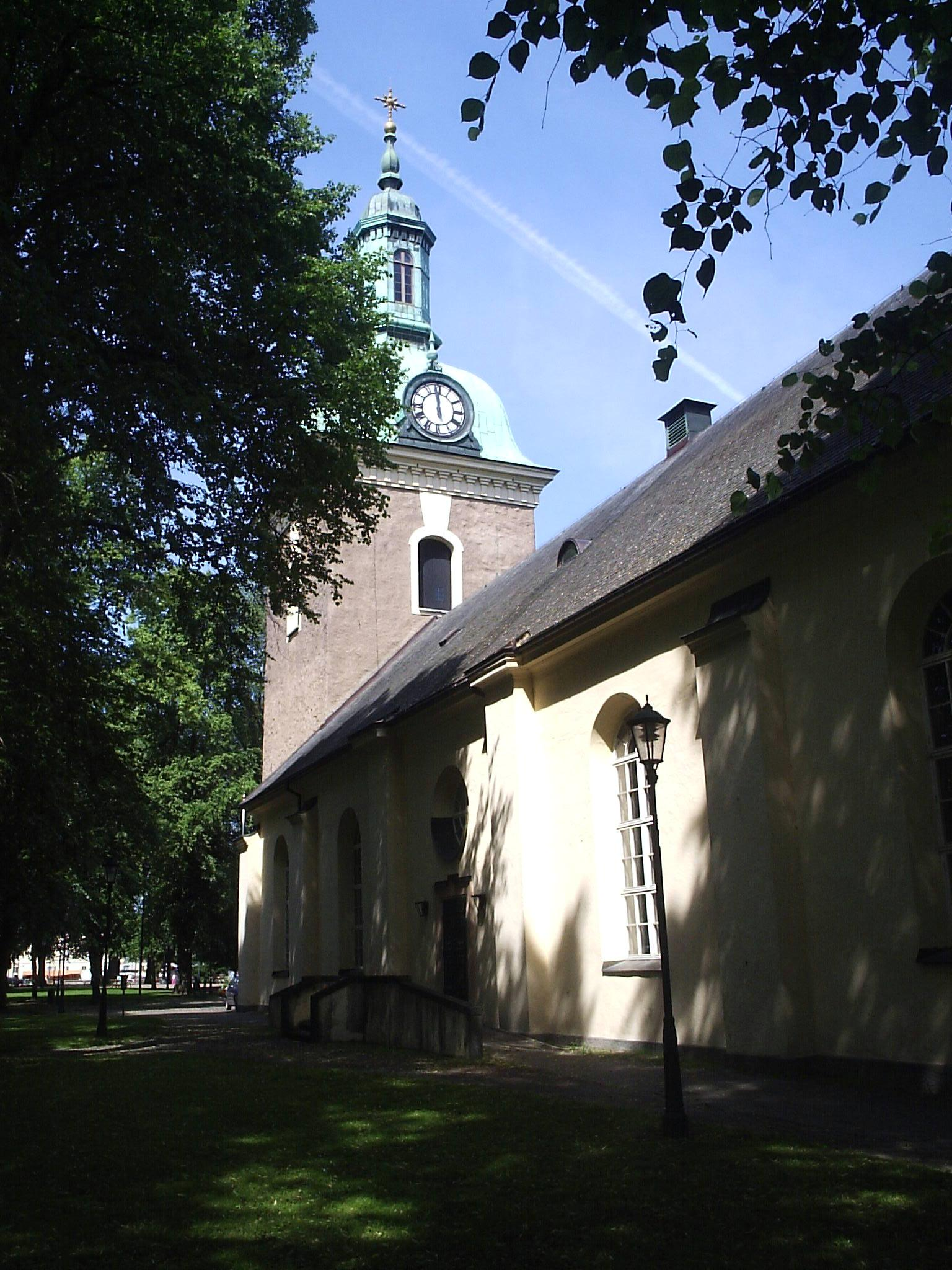
Vänersborgs kyrka, södra sidan
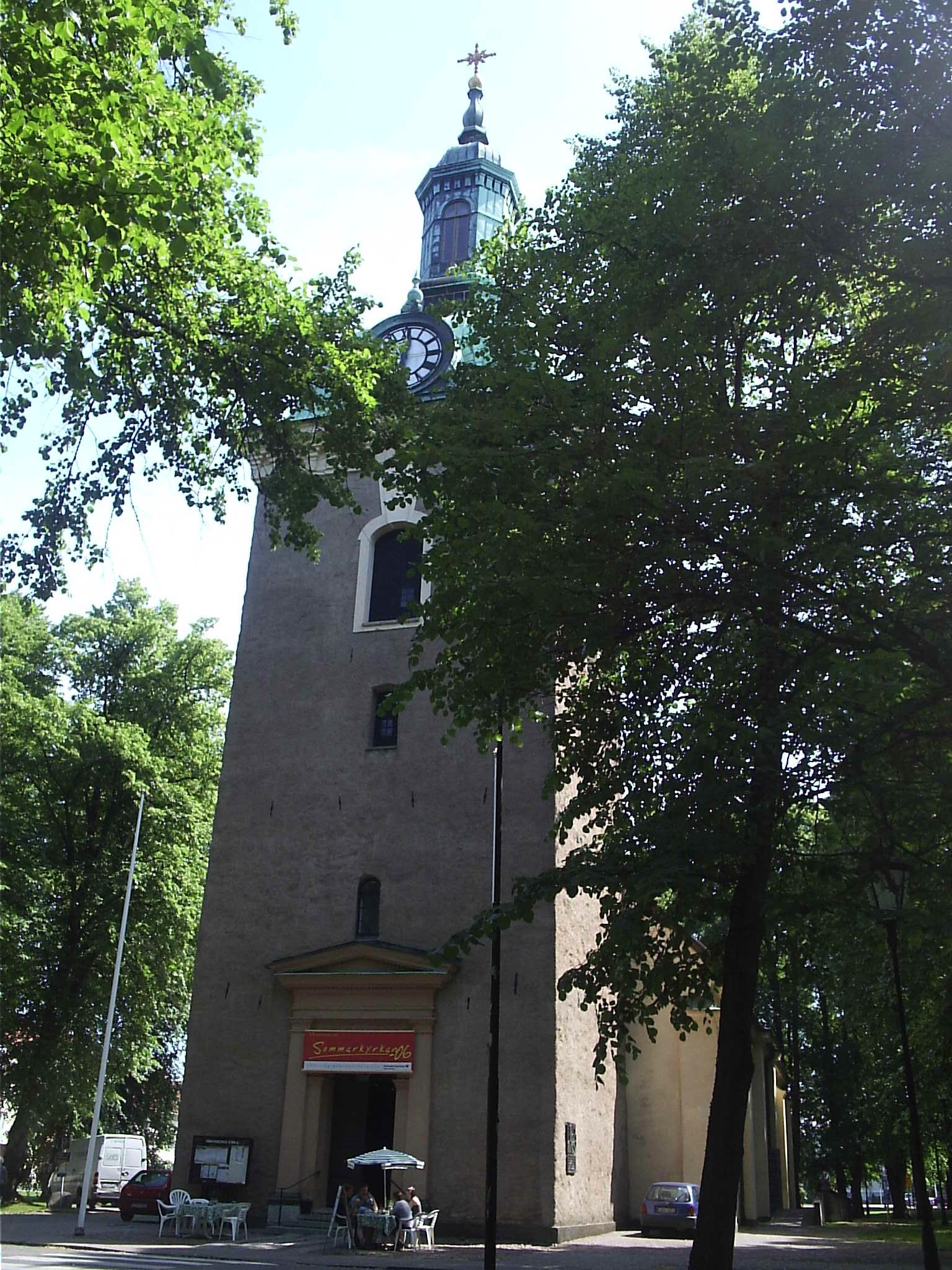
Vänersborgs kyrka, tornet i väster
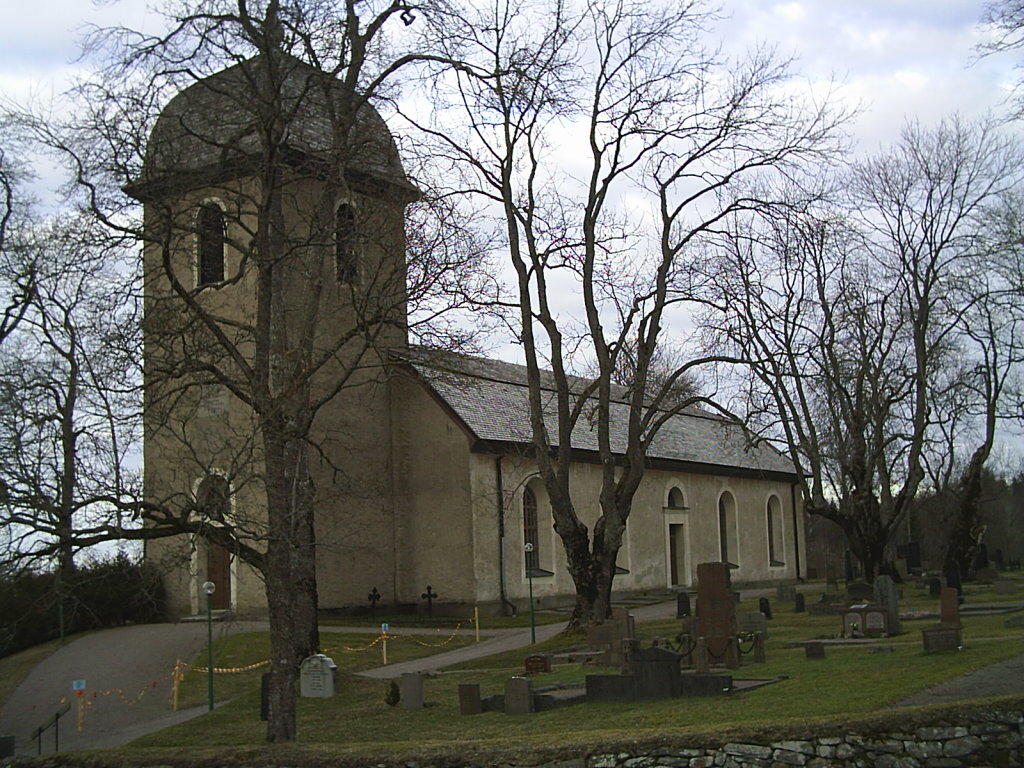
Vassända-Naglums kyrka
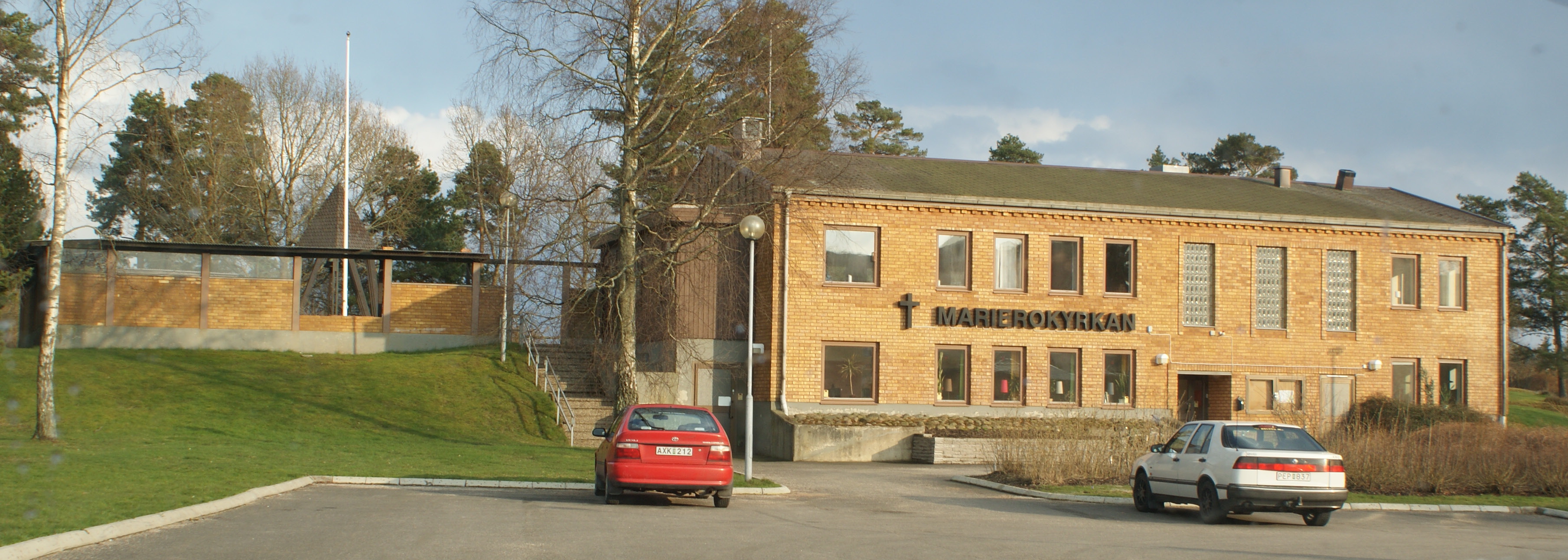
Marierokyrkan i Vänersborg
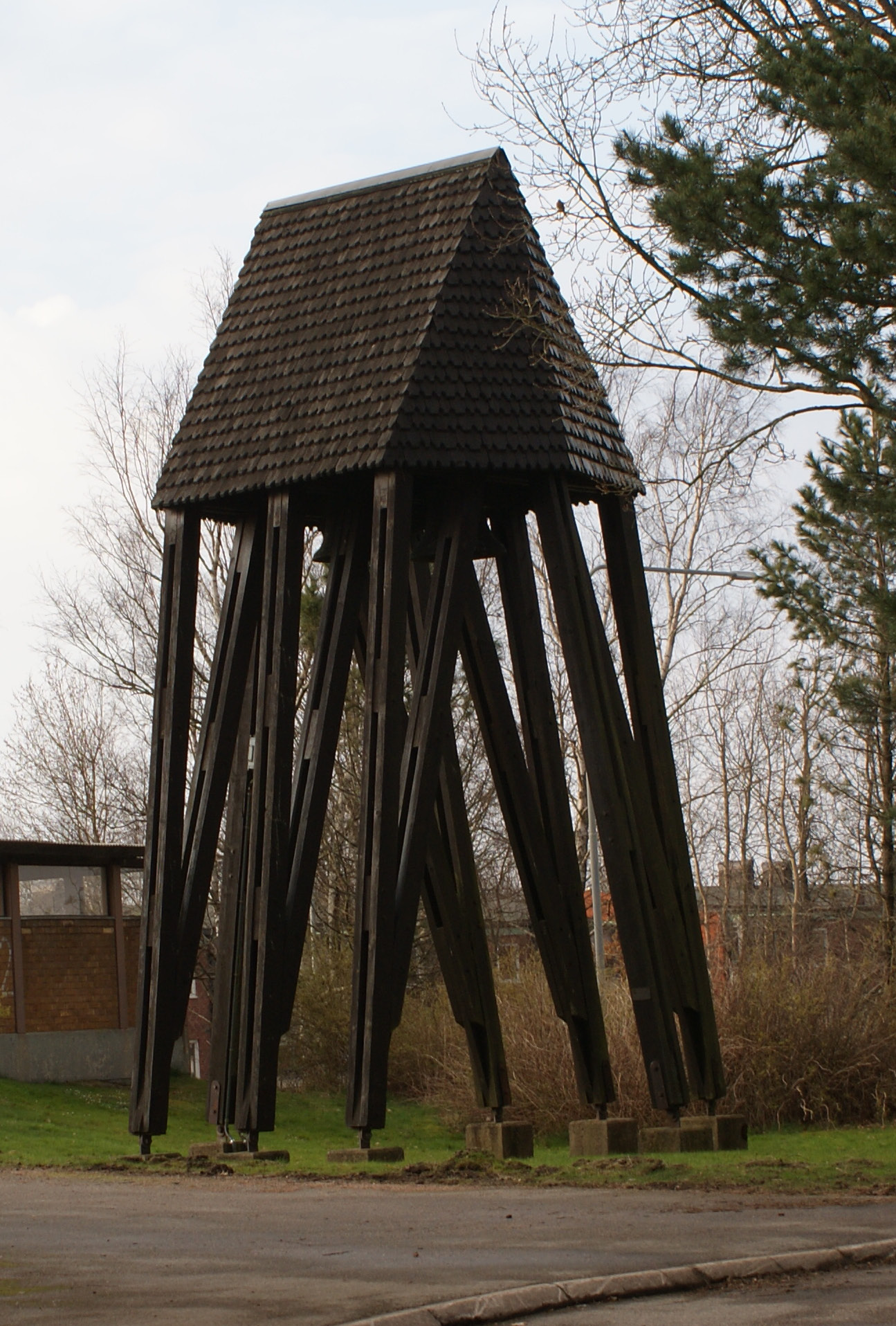
Klockstapeln vid Marierokyrkan i Vänersborg
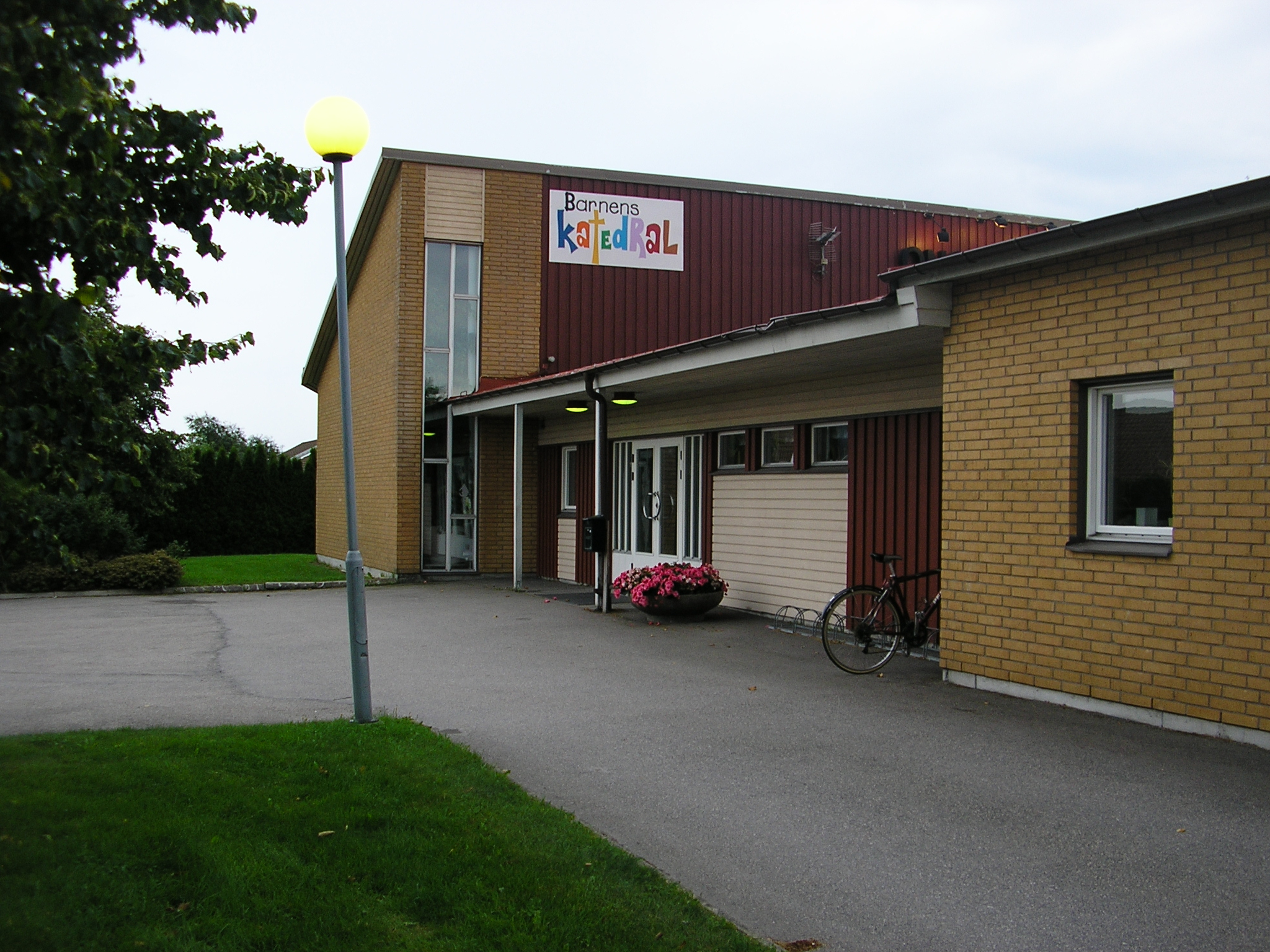
Onsjökyrkan.

- Blåsutkyrkan
- Marierokyrkan
- Onsjökyrkan

- Vänersborgs kyrka
- Vänersborgs kyrka, södra sidan
- Vänersborgs kyrka, tornet i väster
- Vassända-Naglums kyrka
- Marierokyrkan i Vänersborg
- Klockstapeln vid Marierokyrkan i Vänersborg
- Onsjökyrkan.

### Fotnoter
1. 1 2 3 4 5 6 7  ”Förteckning (Sveriges församlingar genom tiderna)”. Skatteverket. 1989. http://www.skatteverket.se/privat/folkbokforing/omfolkbokforing/folkbokforingigaridag/sverigesforsamlingargenomtiderna/forteckning.4.18e1b10334ebe8bc80003999.html. Läst 17 december 2013.
2. ↑   ( PDF) Folkräkningen den 31 december 1950, I, Areal och folkmängd inom särskilda förvaltningsområden m.m., Tätorter. Stockholm: Statistiska centralbyrån. 1952. sid. 75-76. Arkiverad från originalet den 1 oktober 2014. https://www.webcitation.org/6T09ZkyrB?url=http://www.scb.se/Grupp/Hitta_statistik/Historisk_statistik/_Dokument/SOS/Folkrakningen_1950_1.pdf. Läst 13 juni 2019 Arkiverad 29 oktober 2013 hämtat från the Wayback Machine.
3. ↑   ( PDF) Folkräkningen den 31 december 1945, I, Areal och folkmängd inom särskilda förvaltningsområden m.m., Befolkningsagglomerationer. Stockholm: Statistiska centralbyrån. 1947. sid. 60. Arkiverad från originalet den 25 oktober 2014. https://www.webcitation.org/6TamDOErk?url=http://www.scb.se/Grupp/Hitta_statistik/Historisk_statistik/_Dokument/SOS/Folkrakningen_1945_1.pdf. Läst 13 juni 2019 Arkiverad 24 september 2015 hämtat från the Wayback Machine.
4. ↑   ( PDF) Folkmängden inom administrativa områden den 31 december 1946. Sveriges officiella statistik - Folkmängden och dess förändringar. Stockholm: Statistiska centralbyrån. 1947. sid. 30 & 43. Arkiverad från originalet den 16 november 2017. https://web.archive.org/web/20171116185026/http://www.scb.se/H/SOS%201911-/Befolkningsstatistik/Folkm%C3%A4ngden%20inom%20administrativa%20omr%C3%A5den%20(SOS)%201910-1961/Folkm%C3%A4ngden-inom-administrativa-omr%C3%A5den-1926.pdf. Läst 13 juni 2019
5. ↑  ”Församlingar”. Statistiska centralbyrån. https://www.scb.se/hitta-statistik/regional-statistik-och-kartor/regionala-indelningar/forsamlingar/. Läst 30 december 2022.
6. ↑  Statistiska centralbyrån - Folkmängden per församling 2008-12-31 enligt indelningen 2009-01-01 (XLS-fil)
7. ↑  ”Historisk statistik efter serie”. Statistiska centralbyrån. Arkiverad från originalet den 30 december 2017. https://web.archive.org/web/20171230122632/http://www.scb.se/sv_/hitta-statistik/historisk-statistik/digitaliserat---statistik-efter-serie/. Läst 13 juni 2019.
8. ↑  ”Folkräkningen 1910–1960”. Statistiska centralbyrån. Arkiverad från originalet den 22 augusti 2018. https://web.archive.org/web/20180822113519/https://www.scb.se/sv_/Hitta-statistik/Historisk-statistik/Digitaliserat---Statistik-efter-serie/Sveriges-officiella-statistik-SOS-utg-1912-/Folk--och-bostadsrakningarna-1860-1990/Folkrakningen-1910-1960/. Läst 13 juni 2019.
9. ↑  ”Folk- och bostadsräkningen 1965–1990”. Statistiska centralbyrån. Arkiverad från originalet den 22 augusti 2018. https://web.archive.org/web/20180822145518/https://www.scb.se/sv_/Hitta-statistik/Historisk-statistik/Digitaliserat---Statistik-efter-serie/Sveriges-officiella-statistik-SOS-utg-1912-/Folk--och-bostadsrakningarna-1860-1990/Folk--och-bostadsrakningen-1965-1990/. Läst 13 juni 2019.
10. ↑   ( PDF) Befolkningsstatistik 1995, Del 1: Folkmängden och dess förändringar i kommuner och församlingar m m. Stockholm: Statistiska centralbyrån. 1996. sid. 84. Arkiverad från originalet den 22 augusti 2018. https://web.archive.org/web/20180822145426/http://www.scb.se/H/SOS%201911-/Befolkningsstatistik/Befolkningsstatistik%20Del%201-2%20Folkm%c3%a4ngden%20och%20dess%20f%c3%b6r%c3%a4ndringar%20och%20flyttningar%20(SOS)%201991-2001/Befolkningsstatistik-1995-1-Folkmangden-och-dess-forandringar.pdf. Läst 13 juni 2019
11. ↑  Statistiska centralbyrån - Folkmängd per församling 2000-12-31 enligt 2001-01-01:s indelning (XLS-fil)
12. ↑  ”Befolkning per församling”. Statistiska centralbyrån. https://www.scb.se/hitta-statistik/regional-statistik-och-kartor/regionala-indelningar/forsamlingar/befolkning-per-forsamling/. Läst 13 juni 2019.
13. ↑  Väne kontrakt i Sveriges statskalender 1964
14. ↑   Kyrkomusikernas riksförbund: 1901–2001. Stockholm: Kyrkomusikernas riksförbund. 2001. sid. 171. Libris 8376384. ISBN 9177180224